# Галаган Ростислав Мстиславович
Галага́н Ростисла́в Мстисла́вович (2 серпня 1972, с. Градизьк, Глобинський район, Полтавська область, Україна) — український композитор, вокаліст, гітарист, аранжувальник, хормейстер, художній керівник самодіяльного народного гурту «Сусіди». Заслужений працівник культури України.

## Життєпис
Закінчив музичну школу по класу «фортепіано», а пізніше — Гадяцьке училище культури по класу «хормейстер».
1993 року розпочав свою трудову діяльність у складі вокального ансамблю «Лівий берег» при Градизькому зональному Будинку культури «Україна». Починаючи з 1995 року, працював на посаді художника цього ж будинку культури. З 2004 року — художній керівник самодіяльного народного гурту «Сусіди». 
За роки своєї творчої праці в колективі Ростислав Мстиславович проявив себе в різних сферах музичного мистецтва. Він — професійний музикант-гітарист, вокаліст (тенор), аранжувальник і композитор. Створив більш ніж 400 аранжувань до українських народних пісень, які ввійшли в репертуар гурту «Сусіди». Робить аранжування пісень відомим співакам України. Написав як композитор понад 100 пісень, із них 44 — дитячі. У 2006 році Національна аудіокомпанія «НАК» випустила альбом дитячих пісень Ростислава Галагана. Пісні, музику до яких написав Ростислав, виконують відомі співаки України та фіналісти телешоу: Іво Бобул, Павло Зібров, Іван Ганзера, Павло Мрежук, Анатолій Гнатюк, Тетяна Садохіна, Наталія Май, Олександр Кварта.
Спільно з гуртом «Сусіди» записав 25 аудіоальбомів українських народних та авторських пісень. Вся творча робота як керівника самодіяльного народного гурту «Сусіди» спрямована на відродження самобутнього фольклору та популяризації української народної пісні, виховання та підтримку талановитих дітей.
2017 року на Міжнародному фестивалі «Шлягер року» пісня Р. М. Галагана «Викраду» на слова С. Булаха здобула перемогу і прозвучала у виконанні Народного артиста України Павла Зіброва.

## Відзнаки та нагороди
- Ювілейна медаль до 20-річчя незалежності України[3];
- Лауреат Міжнародного фестивалю, присвяченого Дням слов'янської культури та писемності в Республіці Молдова (2000, 2002, 2008 рр.)[4];
- Лауреат Всеукраїнської мистецької премії імені Олександра Білаша «Два кольори» (2005 рік);
- Лауреат Всеукраїнського фестивалю сімейної творчості «Родинні скарби України»(2006 рік);
- Лауреат Всеукраїнського пісенного фестивалю ім. Раїси Кириченко «Я козачка твоя, Україно» (2005, 2006 рр.);
- Лауреат обласної премії імені Панаса Мирного (2013 рік);
- Грамоти та дипломи Полтавського обласного управління культури (1999, 2001, 2005, 2008, 20010, 2013 рр.).

## Альбоми і сингли
| № | Назва                                                 | Режисер | Оператор |
| - | ----------------------------------------------------- | ------- | -------- |
| 1 | «Ростислав Галаган, Клен і смерека»                   |         |          |
| 2 | «Ростислав Галаган, Терновий сад»                     |         |          |
| 3 | «Ростислав Галаган, Кохання рай»                      |         |          |
| 4 | «Ростислав Галаган, Концерти»                         |         |          |
| 5 | «Ростислав Галаган, Прости мене, мамо»                |         |          |
| 6 | «Ростислав Галаган, Два рази в рік дерева не цвітуть» |         |          |